# Bhagalpur
Bhagalpur és una ciutat i corporació municipal de l'estat de Bihar a l'Índia capital del districte de Bhagalpur i de la subdivisió de Bhagalpur. Situada a la plana del Ganges. Destaca per la producció de productes de seda. Disposa d'un petit aeroport i una universitat (Tilka Manjhi Bhagalpur University). La població (2001) és de 340.349 habitants (65.377 el 1872, 68.238 el 1881, 69.106 el 1891, i 75.760 el 1901).
El seu nom deriva de Bhagdatpuram (Ciutat de la Bona Sort) com fou anomenada durant el regne d'Anga al Mahabhrata. A la rodalia hi ha un temple de la dinastia Gupta (segles iii a V). L'antiga universitat budista de Vikramshila fou molt important (era la segona després de la de Nalanda) i data del final del segle viii. Fou centre d'un regne al segle VII la capital del qual era Champa. Va formar part del virregnat de Bengala sota el sultanat de Delhi, i del regne de Gaur, i després de l'Imperi Mogol vers 1574. la tomba de Suja, germà d'Aurangzeb està a la ciutat. L'administració fou cedida per l'emperador a la Companyia Britànica de les Índies Orientals el 1765. Fou declarada municipi el 1864.

## Llocs destacats
- Temple jainista a Champanagar
- Kuppa Ghat (a la vora del Ganges)
- Karna Garh
- L'antiga oficina de Correus
- Temnple de Shiva a Budhanath
- Rabindra Nath Bhavan
- La casa del novel·lista bengali Sharat Chandra Chattopadhyaya
- Parque Lajpat
- Ghuran pir baba
- Pont de Vikramshila Setu
- Sanjay Gandhi Jaivik Udhyan
- Vishhari Sthan (Temple de la Serp) a Champanagar